# Philip Jones Brass Ensemble
El Philip Jones Brass Ensemble és un grup de música fundat l'any 1951 pel trompetista Philip Jones, que va ser un dels primers grups clàssics de metall en format modern,tot i que el primer gran concert no va tenir lloc fins a l'any 1962. El grup va tocar tant com a quintet com una formació de 10 peces, per sales més grans. Van sortir de gira i van enregistrar extensament, i van realitzar nombrosos arranjaments, molts del qual va ser llegats després de la mort de Jones a la biblioteca de la Royal Northern College of Music.
Després de la jubilació de Philip Jones el 1986, un grup dels membres va continuar, modificant el nom a London Brass.

## Membres

### Directors
- Elgar Howarth
- John Iveson

### Trompetes
- Philip Jones
- Elgar Howarth
- John Wilbraham
- Michael Laird
- Howard Snell
- Norman Archibald
- Lawrence Evans
- Graham Maire
- Peter Reeve
- John Wallace
- James Watson
- Maurice Murphy
- Stanley Bosc
- William Houghton
- Paul Archibald
- Harry Dilley
- Joseph Atkins
- Nigel Gomm
- John Miller
- Rod Franks
- Graham Ashton
- Crispian Steele Perkins

### Corn francesa
- Ifor James
- Anthony Randall
- [John Pigneguy]
- James Buck
- Forner julià
- Anthony Chidell
- Cristià Rutherford
- Franc Ryecroft
- Patrick Strevens
- Lloyd franc
- James Manejable

### Trombó
- Raymond Premru
- Peter Bassano
- Raymond Marró
- Roger Brenner
- John Iveson
- Harold Nash
- David Sobrecàrrec
- Eric Crees
- Denis Wick
- Peter Gane
- Peter Harvey
- David Moore
- Derek James
- Colin Sheen
- Stephen Saunders
- David Stewart
- Roger Harvey
- Christopher Mowat
- Michael Hext
- Lindsay Xíling

### Tuba
- John 'Tug' Wilson
- John Fletcher
- John Jenkins
- James Gourlay
- James Anderson

### Percussió
- James Holanda
- Alan Cumberland
- David Corkhill
- Gary Kettel
- Michael Skinner
- Norman Taylor
- Stephen Henderson
- David Johnson
- Robert Howarth

## Discografia
- 1965: The Glory of Venice
- 1965: Brass (no. 3 in Families of Orchestra series)
- 1968: Voices and Brass
- 1968: Glad Tidings
- 1969: Henze: Essay on Pigs
- 1969: Strings and Brass
- 1970: Brass now and then
- 1970: Music for the Kings and Queens of England
- 1970: Just Brass
- 1970: Atom Heart Mother (Pink Floyd)[5]
- 1970: Schutz: The Christmas Story (Motets for Double Choir)
- 1971: Henze: The tedious Way of the Place of Natasha Ungeheuer
- 1972: Christmas in Venice
- 1972: Robert Suter
- 1972: Hymns for all Season
- 1972: Justin Connolly (Cinquepaces)
- 1972: Classics for Brass
- 1973: Bruckner Mass in E-Minor
- 1974: Monteverdi: Vespers (1610)
- 1974: Golden Brass
- 1974: Gustav Holst: Choral Music
- 1974: The Art of Toru Takemitsu
- 1974: The Philip Jones Brass Ensemble plays
- 1974: Stravinsky
- 1975: PJBE in Switzerland
- 1975: Renaissance Brass
- 1975: Purcell
- 1976: Divertimento
- 1976: Carols for Choirs
- 1976: Fanfare
- 1977: Anthony Payne: Phoenix Mass
- 1977: Pictures at an Exhibition
- 1978: Barouque Brass
- 1978: Easy Winners
- 1979: Modern Brass
- 1979: Festive Brass
- 1979: Romantic Brass
- 1980: Bach Choir Christmas Fanfare
- 1980: Langlais: Mass
- 1980: La Battaglia
- 1980: Hindemith: Concert Music
- 1981: Focus on PJBE
- 1981: Tug of War – Paul McCartney
- 1981: Toccata and Fugue
- 1981: Handel
- 1982: Noel/Christmas Brass
- 1982: The Gabrielis in Venice
- 1982: Celebration
- 1982: John Paul II. the Pilgrim Pope
- 1983: PJBE French Collection
- 1983: Sousa Marches (Philip Jones Wind Ensemble)
- 1983: Gloria – Sacred Music of John Rutter
- 1983: I was glad
- 1984: Brass at Walhalla
- 1984: Musik in der Kartause Ittingen
- 1984: Give my Regards to Broad Street
- 1985: Lollipops
- 1985: International Marches
- 1985: West Side Story
- 1986: Gabrieli
- 1986: Renaissance and Baroque Music
- 1986: PJBE Finale
- 1990: Modern Times
- Greensleves
- British Music for Brass
- Baroque Brass
- Festliche Trompetenmusik
- Renaissance Concert
- Music of the Courts of Europe
- Great Marches
- French Concert
- Encores
- Baroque Concert
- The Glory of Venice (with Kings College Chor)
- PJBE Edition
- Stereo Laboratory: Philip Jones Brass Ensemble
- Weekend Brass: Trumpet Voluntary
- Greatest Hits
- The 20th Century Album
- PJBE Live
- PJBE Live 2 (Pictures at an Exhibition)